# Bulgarische Eishockeyliga 1986/87
Die Saison 1986/87 war die 35. Spielzeit der bulgarischen Eishockeyliga, der höchsten bulgarischen Eishockeyspielklasse. Meister wurde zum insgesamt vierten Mal in der Vereinsgeschichte der HK Slawia Sofia.

## Modus
In der Hauptrunde absolvierte jede der fünf Mannschaften insgesamt 20 Spiele. Die beiden Erstplatzierten der Hauptrunde qualifizierten sich für das Meisterschaftsfinale. Für einen Sieg erhielt jede Mannschaft zwei Punkte, bei einem Unentschieden gab es einen Punkt und bei einer Niederlage null Punkte.

## Hauptrunde
|    | Klub                 | Sp | S  | U | N  | Tore   | Punkte |
| -- | -------------------- | -- | -- | - | -- | ------ | ------ |
| 1. | HK Slawia Sofia      | 20 | 16 | 1 | 3  | 113:26 | 33     |
| 2. | HK ZSKA Sofia        | 20 | 13 | 3 | 4  | 107:46 | 29     |
| 3. | Lewski-Spartak Sofia | 20 | 13 | 2 | 5  | 95:49  | 28     |
| 4. | Akademik Sofia       | 20 | 4  | 2 | 14 | 60:117 | 10     |
| 5. | Metallurg Pernik     | 20 | 0  | 0 | 20 | 31:158 | 0      |

Sp = Spiele, S = Siege, U = unentschieden, N = Niederlagen, OTS = Overtime-Siege, OTN = Overtime-Niederlage, SOS = Penalty-Siege, SON = Penalty-Niederlage

## Finale
- HK Slawia Sofia – HK ZSKA Sofia 4:5/7:3